# 綠色

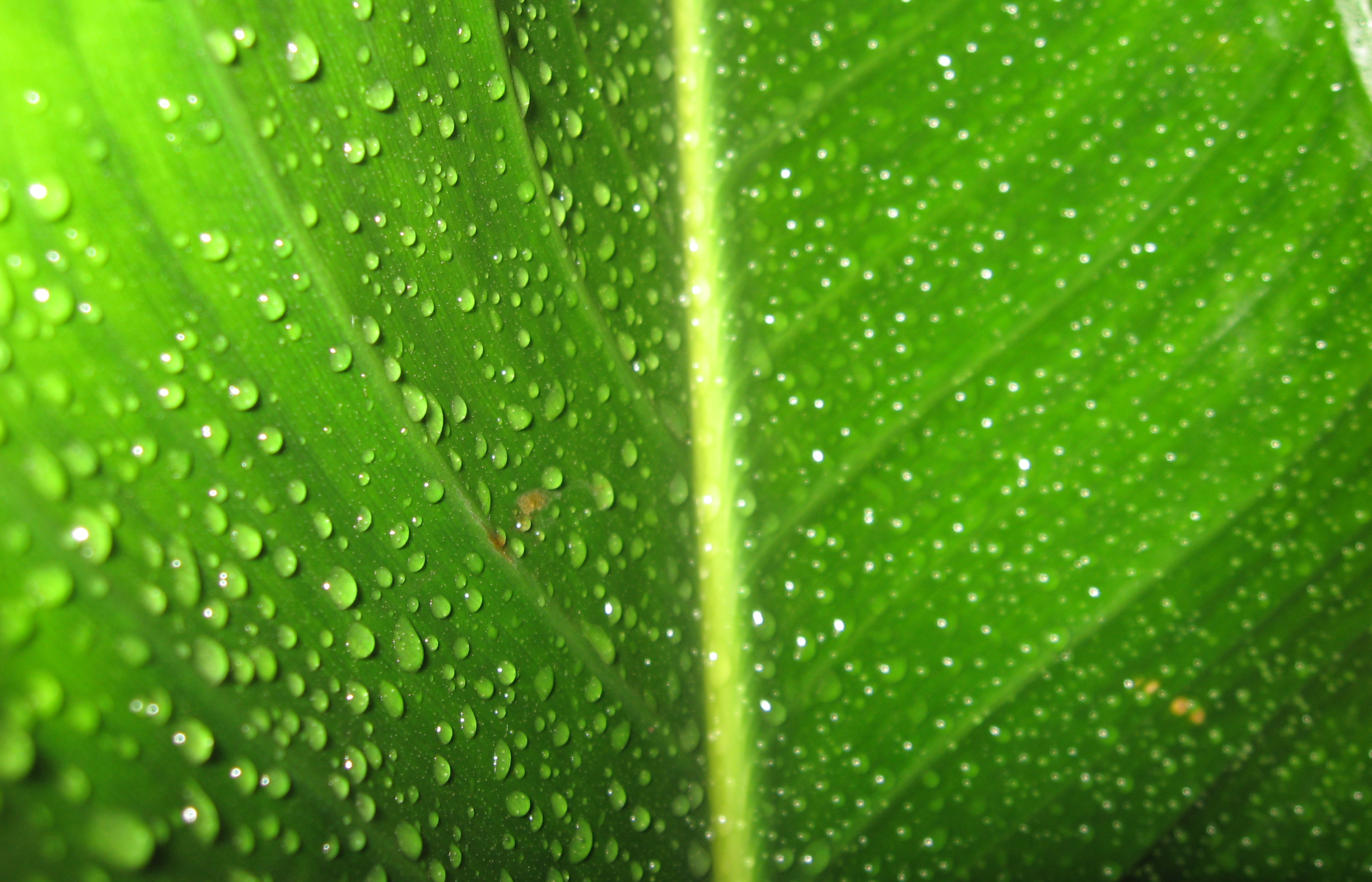
綠色之葉

綠色是大自然界中常見的颜色。綠色的光波長約550纳米，光的三原色之一。在傳統加色法上，綠色也被認為是三原色之一。
植物的綠色來自於葉綠素。綠色可經由藍色和黃色混和而成。和綠色相對的顏色是Magenta（洋紅色），而不是傳統上認為的紅色。綠色是一种中性色，既是暖色也是冷色。
紅綠色盲的人可以分辨這兩種顏色，但往往把紅色或綠色與其他顏色混淆，例如明綠色當黃色、深綠色當啡色。

## 政治
- 關注生態環境的組織常用綠色做代表顏色，例如綠色和平和地球之友。
- 綠黨是政黨的名稱，在百多個國家中使用，綠色政治關注綠色生態、環保、社會及經濟議題。
- 綠色是伊斯蘭教的傳統顏色。穆罕默德在聖訓中稱水、綠葉、美麗的臉孔是三樣好的事物。利比亞的國旗在過去卡扎菲统治时期曾是純綠色的，卡扎菲倒台後，原國旗取消。
- 綠色是泛非主義的三種顏色之一（以及紅色和黑色，或紅色和金色）。因此，一些非洲國家在其旗幟上使用了此色。綠色在一些非洲旗子上代表非洲的自然與豐富性。
- 在中华民国，绿色是民主进步党的象征颜色。

## 象徵意義
- 綠色是植物的顏色，在中國文化中还有生命的含義，可代表自然、生态、环保等，如绿色食品。
- 綠色因為與春天有關，所以象徵着青春，也象徵繁榮（取自枝繁叶茂）。
- 中世紀時綠色代表邪魔（包括龍），有時又代表愛。這些象徵意義現代已不明顯。
- 綠色有准許行動之意，因為交通訊號中綠色代表可行：綠色通道是其引申詞，意為快捷方便，一路暢通無阻；由20世紀80年代起推出的緊急出口標記也普遍使用綠色（部份國家或地區仍然使用紅色，但在顏色象徵意義下卻有機會被部份人員視為禁止使用的緊急出口，因而造成解讀混亂）。
- 綠色可以起保護色的作用，所以陸軍和野戰隊通常用綠色制服。世界上大多數國家的陆军軍服顏色都是以綠色為基調。一些動物的外觀為綠色，可降低被掠食的機會。
- 避難、衛生和救護等事項往往用上綠色表示。
- 在美國，因為美鈔背面的顏色是綠色，綠色代表金錢、財富和資本主義。
- 在北美股票市場，綠色代表股價上升；在東亞部份國家股票市場則相反。
- 英文中（小綠人）代表外星人。
- 綠色是伊斯蘭教的代表色。
- 綠色是愛爾蘭人的代表色，而愛爾蘭又被叫作“綠寶石島”。
- 绿色是泰国对星期三的代表色。
- 绿色在电阻色碼中代表5（數字、乘冪）或0.5%（誤差）。
- 綠色軟體是指軟體無需进行安裝便可使用的软件，通常移除後也不會有文件在本機電腦上殘留。
- 在中國文化中，妻子有外遇，其丈夫則被人們叫作「戴了綠帽子」，綠色也被戲称為“原谅色”。
- 在战斗类游戏中，绿色通常代表中毒的异常状态。

## 图廊

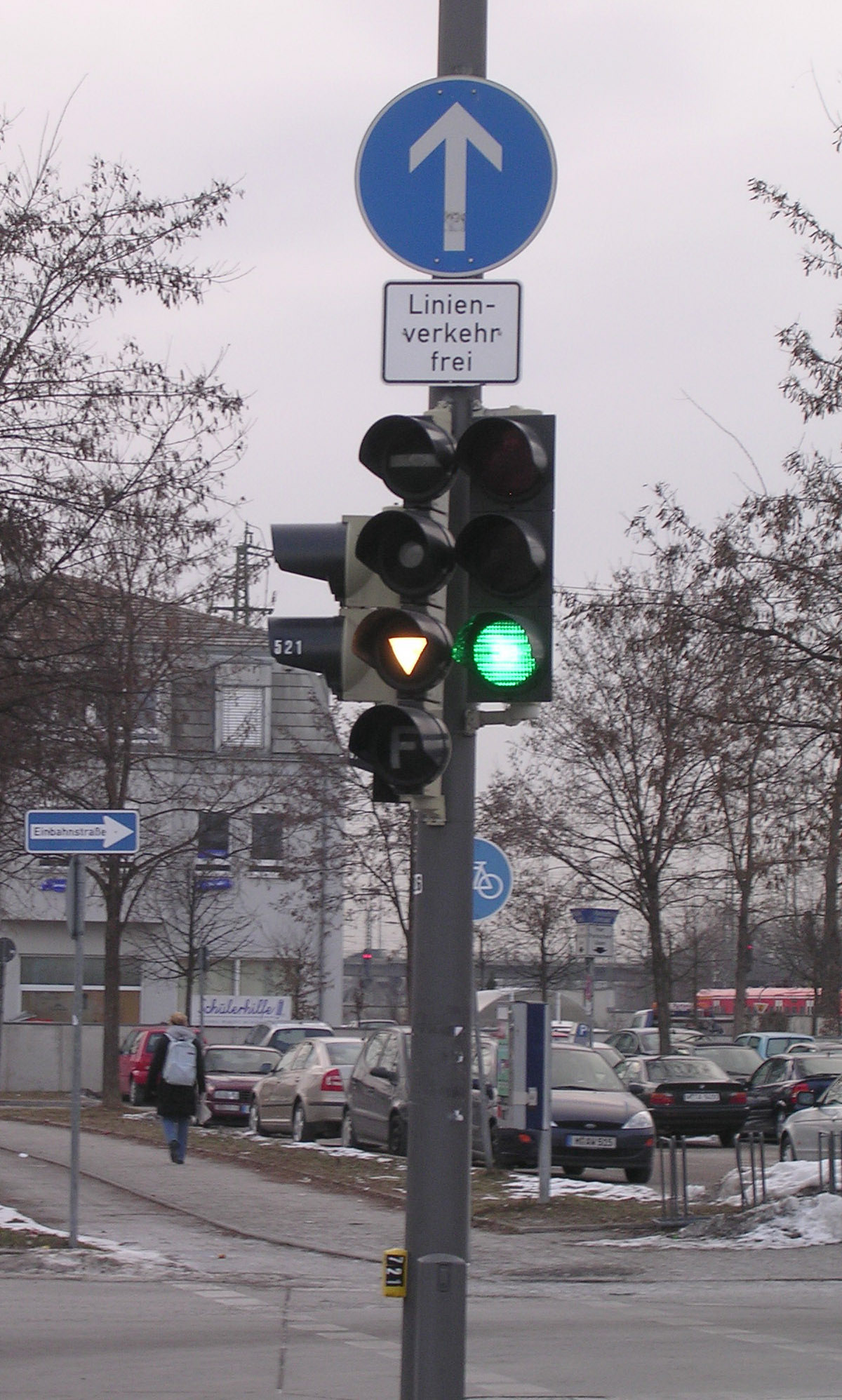
綠
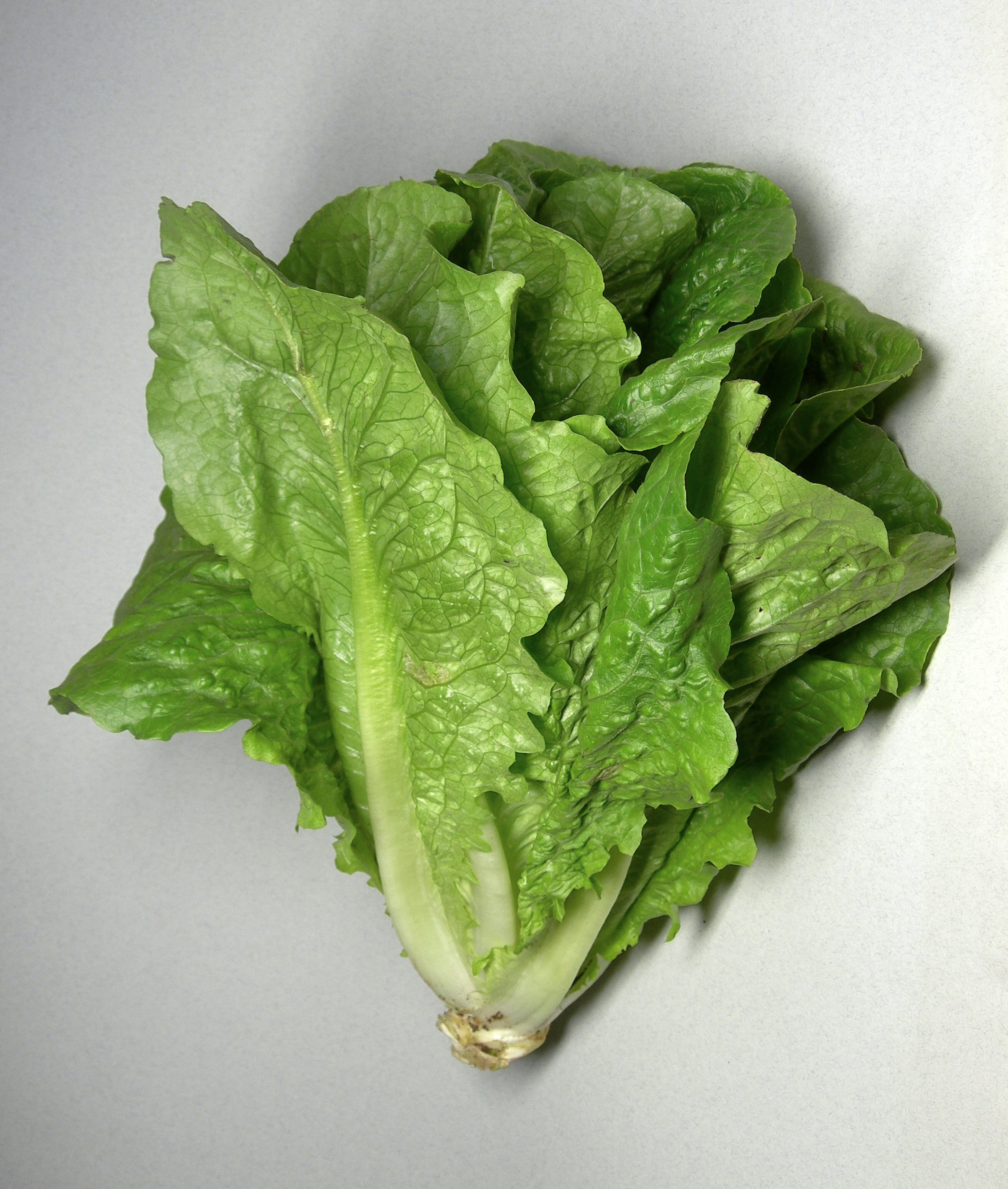
綠野菜
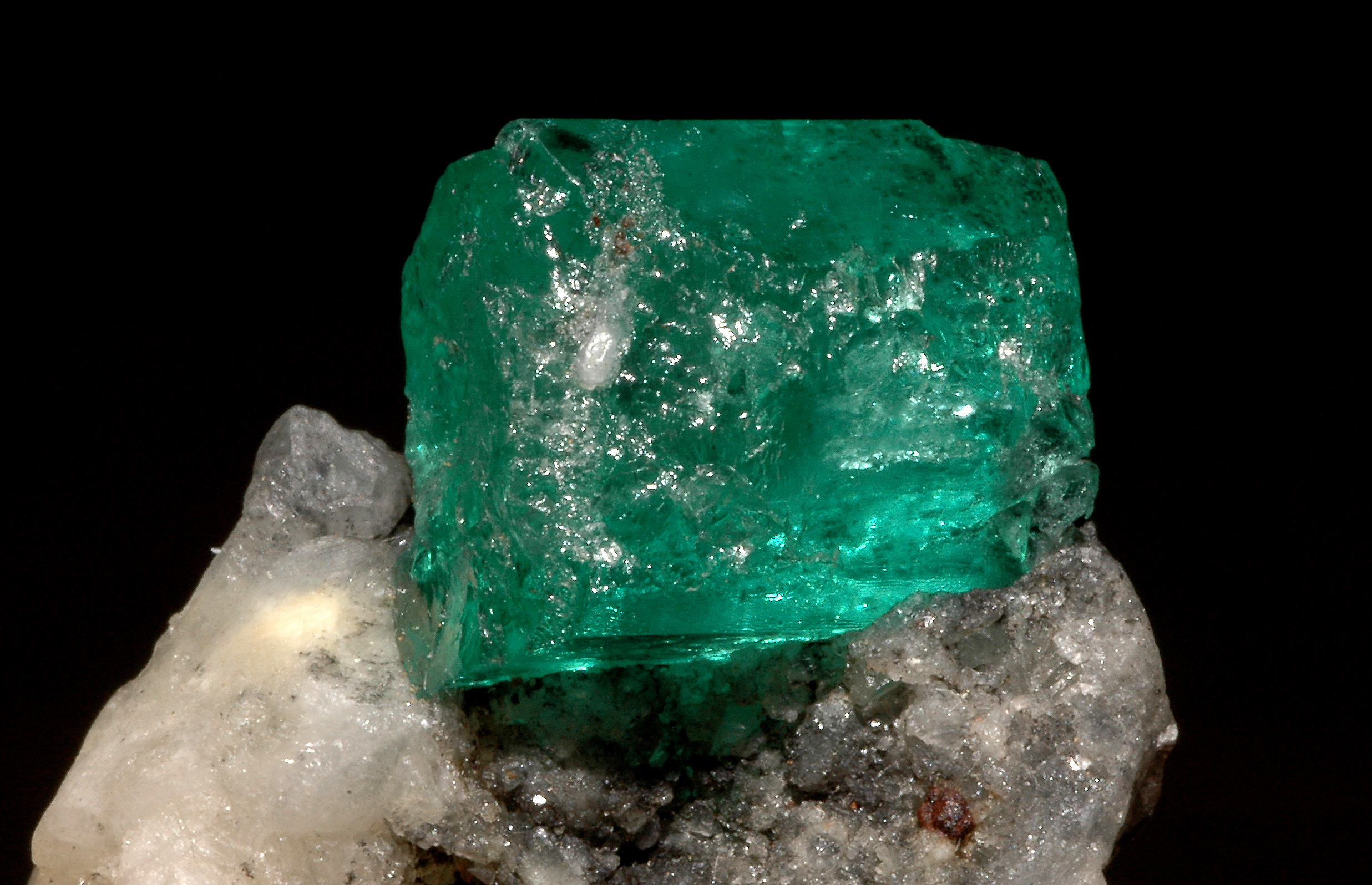
祖母綠
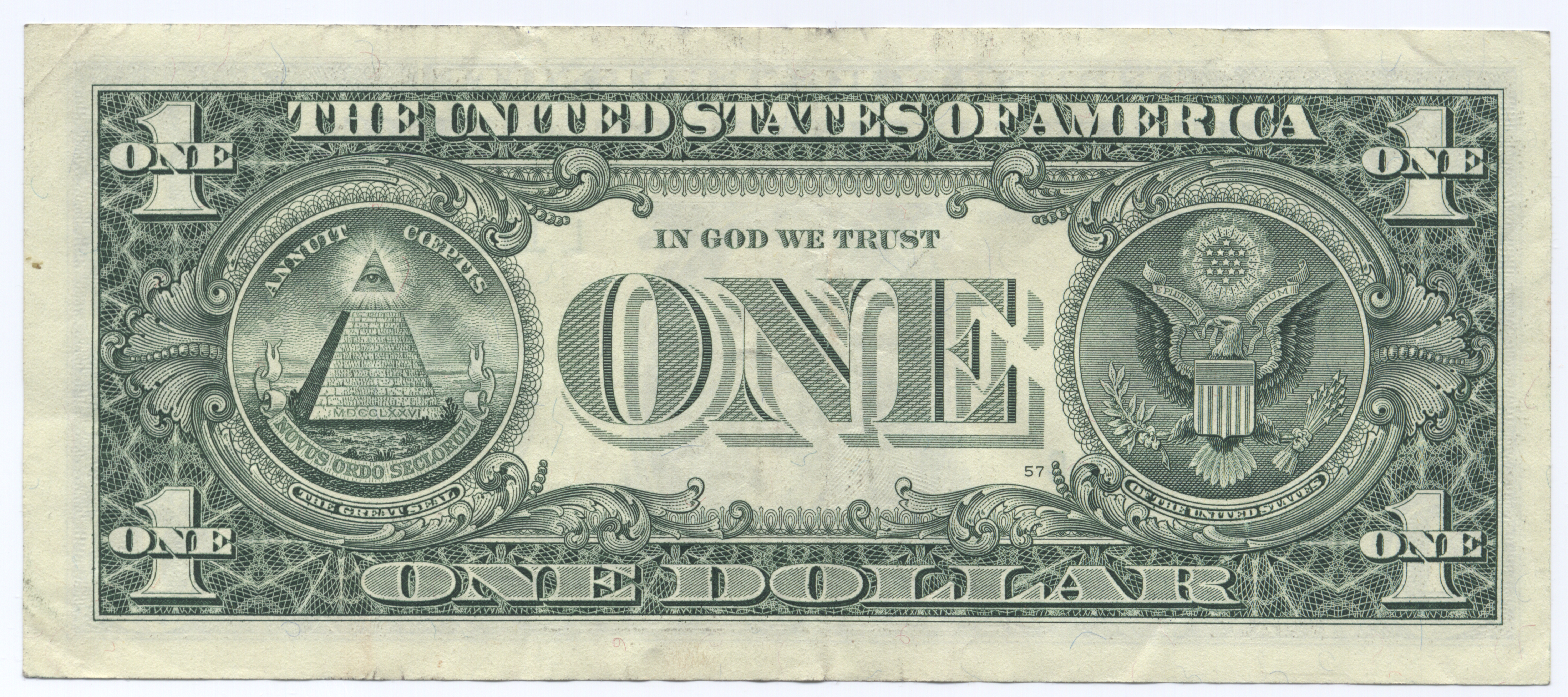
美鈔背面的顏色是綠色又稱（綠背）

## 顏色代碼
- 網絡編碼 = #00FF00
- RGB紅綠藍光系統 = （紅0， 綠255， 藍0）
- CMYK四色印刷系統 = （青100， 洋紅0， 黃100， 黑0）
- HSV系統 = （原色120， 飽和度100， 亮度100）

## 註解
1. ↑  然而在減色法上是青色